# Municipio de Butte (Dakota del Sur)
El municipio de Butte (en inglés: Butte Township) es un municipio ubicado en el condado de Mellette en el estado estadounidense de Dakota del Sur. En el año 2010 tenía una población de 2 habitantes y una densidad poblacional de 0,02 personas por km².

## Geografía
El municipio de Butte se encuentra ubicado en las coordenadas 43°25′29″N 100°23′49″O / 43.42472, -100.39694. Según la Oficina del Censo de los Estados Unidos, el municipio tiene una superficie total de 95.25 km², de la cual 94,92 km² corresponden a tierra firme y (0,35 %) 0,34 km² es agua.

## Demografía
Según el censo de 2010, había 2 personas residiendo en el municipio de Butte. La densidad de población era de 0,02 hab./km². De los 2 habitantes, el municipio de Butte estaba compuesto por el 100 % blancos. Del total de la población el 0 % eran hispanos o latinos de cualquier raza.